# Fabien Granjon
Fabien Granjon est un sociologue, professeur des universités, spécialiste des médias alternatifs, des usages sociaux du numérique, de la sociologie critique de la communication et des cultures de lutte. De 2019 à 2023, il a été membre du Centre Interuniversitaire Expérience Ressources Culturelles Éducation (EXPERICE). Il a dirigé, de 2013 à 2017, le Centre d'études sur les médias, les technologies et l'internationalisation (CEMTI). Il enseigne à l'Université de Paris VIII au sein de l'UFR Sciences de l'éducation et de la formation.

## Biographie
Fabien Granjon obtient en 2000, un doctorat à l'Institut français de presse (Néo-militantisme, critique sociale par projets et sociabilités digitales), travail pour lequel il obtient également un prix de thèse de l'université Panthéon-Assas–Paris II.
D'abord Attaché temporaire d'enseignement et de recherche à l'université Rennes I (1999-2002), il effectue ensuite un postdoctorat au sein du laboratoire Usages, Créativité, Ergonomie de France Télécom Recherche et Développement (FTRD, ex-CNET - 2002-2003). De 2003 à 2005, il occupe les fonctions d'ingénieur de recherche au sein de l'Université Rennes II dans le Laboratoire de Recherche en Sciences humaines et Sociales (LAS-LARESS), puis dans le Laboratoire Armoricain Universitaire de Recherche en Psychologie Sociale (LAUREPS). En 2005, il est rappelé à FTRD, qui deviendra Orange Labs. Il exerce alors au sein du laboratoire Sociologie des usages et traitement statistique de l'information (SUSI), lequel deviendra Sociology and economics of networks and services (SENSE).
Parallèlement, il enseigne à l'université de Rennes-I, à l'université de Nantes, à l'université Panthéon Assas–Paris II. En 2011, après une habilitation à diriger des recherches (HDR) soutenue en 2010 en Sciences de l'information et de la communication et en sociologie (Théorie de la reconnaissance et informatique connectée. Pour une sociologie critique des usages sociaux des technologies de l’information et de la communication), il est nommé professeur des universités à l'université Paris-VIII et y prend, de 2013 à 2017, la direction du Centre d'études sur les médias, les technologies et l'internationalisation  (CEMTI – EA3388). Il dirige la collection MatérialismeS au sein des Presses des Mines.

### Ouvrages
- Fabien Granjon, Classes populaires et usages de l’informatique connectée. Des inégalités sociales-numériques, collection MatérialismeS, Presses des Mines, Paris, 2022.
- Fabien Granjon, avec la collaboration de Venetia Papa et Gökçe Tuncel, Mobilisations numériques. Politiques du conflit et technologies médiatiques, collection « Sciences sociales », Presses des Mines, Paris, 2017.
- Fabien Granjon, Les UZ-topies de Bernard Lubat (Dialogiques), collection Jazz en France, Outre Mesure, Paris, 2016.
- Julie Denouël, Fabien Granjon, Aurélie Aubert, Médias numériques & participation. Entre engagement citoyen et production de soi, collection MediaCritic, Mare & Martin, Paris, 2014.
- Dominique Cardon, Fabien Granjon, Médiactivistes, collection Contester, Les Presses de Sciences Po, Paris, 2013, 200 pages, 2e édition augmentée et mises à jour (1re édition, 2010).
- Fabien Granjon, Reconnaissance et usages d’Internet. Une sociologie critique des pratiques de l’informatique connectée, collection Sciences Sociales, Presses des Mines, Paris, 2012.
- Fabien Granjon, L’Internet militant. Mouvement social et usages des réseaux télématiques, collection Médias et nouvelles technologies, Apogée, Rennes, 2001.

### Directions
- Fabien Granjon, Dématérialisation et action publique, Réseaux, 2025, à paraître.
- Fabien Granjon, La Maison du Peuple de Saint-Claude. Éducation populaire, émancipation, politisation, collection Sciences sociales et mondes populaires, Éditions du cygne, Paris, 2024
- Fabien Granjon, Topolitiques culturelles oppositionnelles, Variations, n° 23, 2020.
- Fabien Granjon, Jacques Guyot, Christophe Magis, Matérialismes, culture et communication. Tome 3. Économie politique de la culture, des médias et de la communication, collection MatérialismeS, Presses des Mines, Paris, 2019.
- Julie Denouël, Fabien Granjon, Uzeste. Politiques d’UZ – tome 2. Critique en étendue, Éditions du commun, Rennes, 2019.
- Julie Denouël, Fabien Granjon, Politiques d’UZ : vivacités critiques du réel, Éditions du commun, Rennes, 2018.
- Fabien Granjon, Matérialismes, culture et communication. Tome 1. Marxismes, Théorie et sociologie critiques, collection MatérialismeS, Presses des Mines, Paris, 2016.
- Fabien Granjon, Critique des humanités numériques, Variations, n° 19, 2016, https://variations.revues.org/670.
- Armand Mattelart, Communication, idéologie et hégémonies culturelles. Une anthologie en trois volumes (1970-1986). Tome 1, édition établie et présentée par Fabien Granjon et Michel Sénécal, collection MatérialismeS, Presses des Mines, Paris, 2015.
- Armand Mattelart, Communication, cultures populaires et émancipation. Une anthologie en trois volumes (1970-1986). Tome 2, édition établie et présentée par Fabien Granjon et Michel Sénécal, collection MatérialismeS, Presses des Mines, Paris, 2015.
- Armand Mattelart, Communication transnationale et industries de la culture. Une anthologie en trois volumes (1970-1986). Tome 3, édition établie et présentée par Fabien Granjon et Michel Sénécal, collection MatérialismeS, Presses des Mines, Paris, 2015. Éric George, Fabien Granjon, Critique, sciences sociales et communication, collection MediaCritic, Mare & Martin, Paris, 2014.
- Fabien Granjon, De quoi la critique est-elle le nom ?, collection MediaCritic, Mare & Martin, Paris, 2013.
- Fabien Granjon, Josiane Jouët, Thierry Vedel, Actualités et citoyenneté à l’ère numérique, Réseaux, vol. 29, no 170, 2011.
- Julie Denouël, Fabien Granjon, Communiquer à l’ère numérique. Regards croisés sur la sociologie des usages, collection Sciences Sociales, Presses des Mines, Paris, 2011.
- Fabien Granjon, Benoît Lelong, Jean-Luc Metzger, Inégalités numériques. Clivages sociaux et modes d’appropriation des TIC, collection technique et scientifique des télécommunications, Hermès/Lavoisier, Paris, 2009.
- Éric George, Fabien Granjon, Critiques de la société de l’information, collection Questions contemporaines, L’Harmattan, Paris, 2008.
- Société de l’information, médias, mobilisations informationnelles, ContreTemps no 18, Textuel, décembre 2006.

### Articles
- sur CAIRN : ici.
- SUR HAL : ici.